# DB-Baureihe 420
Die Züge der DB-Baureihe 420 sind dreiteilige Elektrotriebzüge und die ersten für den S-Bahn-Verkehr in den Wechselstrom-S-Bahn-Netzen gebauten Fahrzeuge. Die Züge wurden ursprünglich für die S-Bahn München konzipiert und dort aufgrund ihres Ersteinsatzes im Rahmen der Olympischen Sommerspiele 1972 Olympiatriebwagen oder Olympia(trieb)züge genannt. In sie flossen die mit der DB-Baureihe ET 27 gesammelten Erfahrungen ein.
Mittlerweile werden die Fahrzeuge nur noch bei der S-Bahn München eingesetzt. Bei der S-Bahn Rhein-Main endete ihr Einsatz am 3. November 2014, bei der S-Bahn Stuttgart im November 2016, bei der S-Bahn Köln im Juni 2024 und bei der S-Bahn Rhein-Ruhr am 11. Oktober 2024. Durch die Ausmusterung der Kölner und Düsseldorfer Züge befinden sich seit Oktober 2024 nur noch solche der 8. Bauserie im Planbetrieb. Über 400 Triebwagen wurden bereits verschrottet, sechs Einheiten werden von verschiedener Seite aus museal erhalten.

## Fahrzeug

### Aufbau
Ein Triebzug besteht aus einem Mittelwagen und zwei Endwagen mit jeweils einem Führerstand, die durch Kurzkupplungen verbunden sind. Zwischen den Fahrzeugteilen ist kein Übergang möglich. Die Baureihennummer des Mittelwagens ist 421. Die Ordnungsnummer des zweiten Endwagens ist um 500 höher als die des anderen Endwagens und des Mittelwagens. Alle Mittelwagen sind in Aluminium-Leichtbauweise gefertigt. Die Endwagen waren zunächst noch in Stahlbauweise gehalten und wurden ab 420 131 ebenfalls in Aluminium ausgeführt, was neun Tonnen Leermasse einsparte. An den Endwagen sind Scharfenbergkupplungen eingebaut, um schnelles Kuppeln und Entkuppeln der Einheiten zu ermöglichen. Die Konfigurationen Kurzzug (eine Einheit), Vollzug (zwei Einheiten) und Langzug (drei Einheiten) sind möglich.
Während in den Endwagen nur Plätze der zweiten Klasse vorhanden sind, findet sich im Mittelwagen das Erste-Klasse-Abteil. In München wurde Mitte der 1970er Jahre, also bereits kurz nach den Olympischen Spielen, wegen akuten Mangels an Beförderungskapazität für die dortigen hohen Fahrgastzahlen die erste Klasse aufgegeben. Zuerst wurde nur die Beschriftung geändert, später die Trennwände im Inneren der Wagen entfernt. Bei den S-Bahnen Frankfurt und Stuttgart wurde der Bereich der ersten Klasse auf die Hälfte seiner konstruktiv ursprünglich vorgesehenen Größe verkleinert. Der zur zweiten Klasse umgebaute Erste-Klasse-Bereich blieb in den Fahrzeugen der ersten bis sechsten Bauserie am größeren Sitzplatzabstand weiterhin erkennbar.
Jeder Wagen besitzt vier Türen auf jeder Seite, insgesamt also 24 je Einheit, was zusammen mit dem höhengleichen Einstieg an Hochbahnsteigen einen schnellen Fahrgastwechsel ermöglicht. Der wesentlich größere Anteil der Fahrzeuge war mit Taschenschiebetüren ausgestattet, die in den ersten Wintern in München durch eingedrungenen Flugschnee Probleme bereiteten. Nur die letzten beiden Bauserien haben Schwenkschiebetüren.

### Elektrische Anlagen
Ein 420 ist mit zwei voneinander unabhängigen elektrischen Anlagen ausgerüstet, hat also zwei Hauptschalter, zwei Trafos, zwei Batteriesätze usw. Ursprünglich waren die Triebwagen mit zwei Stromabnehmern auf dem Mittelwagen 421 ausgerüstet (von denen im Betrieb nur einer – der hintere – anzuliegen hatte), bei den meisten Fahrzeugen wurde der zweite Stromabnehmer Ende der 1980er Jahre entfernt. Jeder der drei Wagen ruht auf zwei luftgefederten, zweiachsigen Triebdrehgestellen. Alle zwölf Achsen des Zuges sind somit angetrieben. Die Tatzlager-Einzelachsmotoren (Tatzrollenlager, gefederte Großräder) werden über eine Thyristor-Anschnittsteuerung mit zwei unsymmetrisch-halbgesteuerten Gleichrichterbrücken in Folgeschaltung stufenlos angesteuert.
Betriebsbremse ist die elektrische Bremse, die durch eine elektropneumatische Druckluftergänzungsbremse bei Bedarf (im unteren Geschwindigkeitsbereich, das heißt mit abnehmender Elektrobremskraft unterhalb 60 km/h) ergänzt wird.
Die für das Münchner S-Bahn-Netz vorgesehenen Fahrzeuge der ersten Bauserien wurden mit linienförmiger Zugbeeinflussung ausgeliefert, die eine höhere Zugfolge ermöglichen sollte. Dieses System wurde bereits wenige Jahre später zurückgebaut.

### Bremssystem

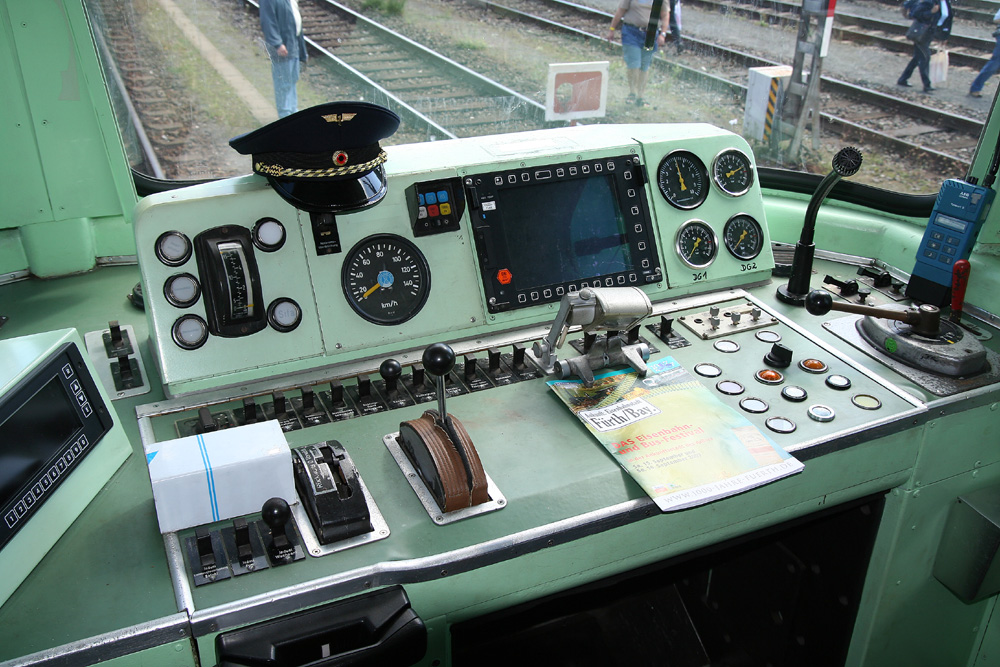
Führerstand der Baureihe 420

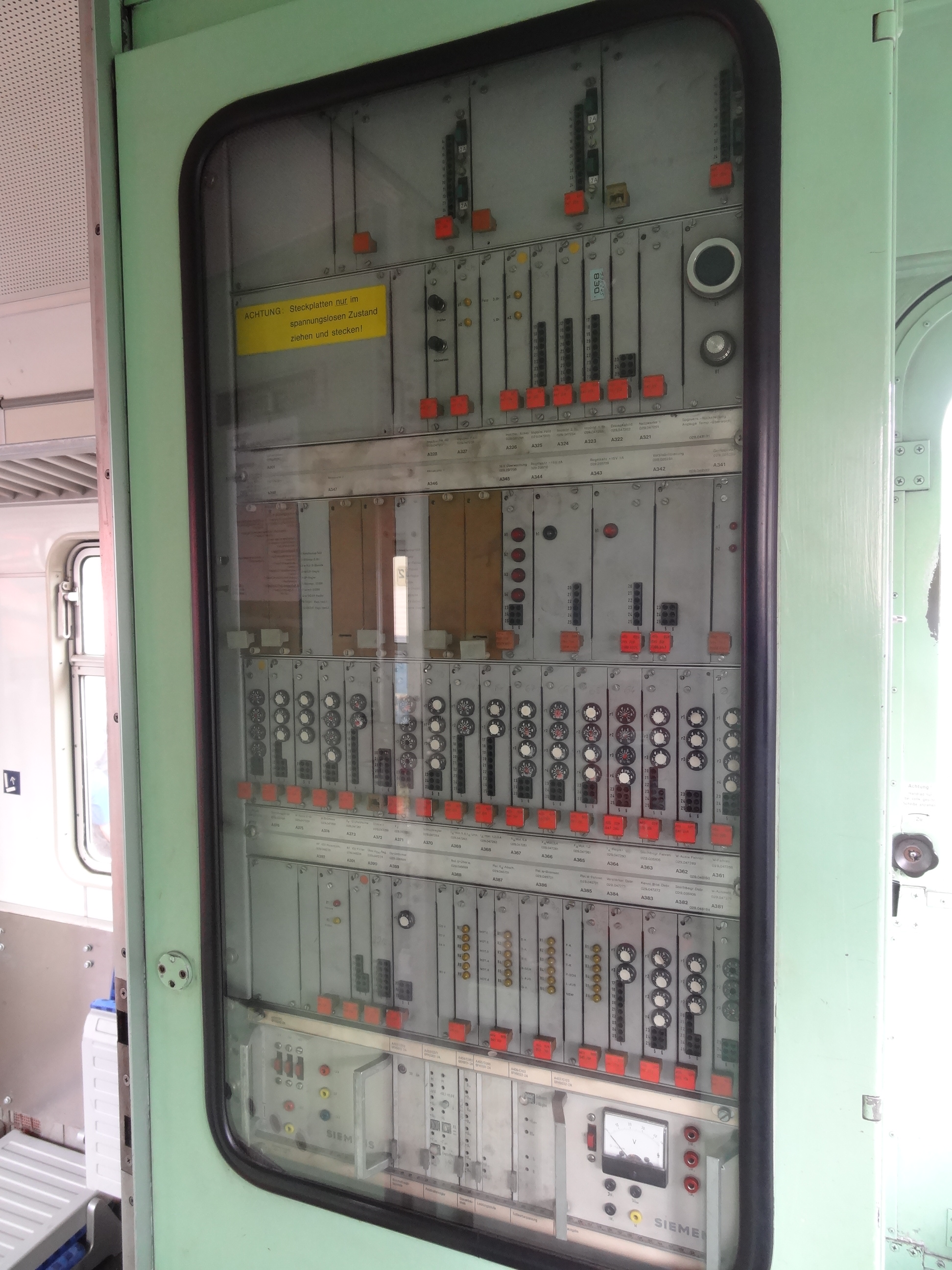
Schalttafel im Führerstand

In den Fahrzeugen ist eine durchgehende, selbsttätig und indirekt wirkende Druckluftbremse der Bauart Knorr-Bremse mit Einheitswirkung vorhanden (in jedem Führerstand befindet sich ein Führerbremsventil Bauart Knorr-Selbstregler EE4; Bremsanschrift der 420: KE-P-A-E (D) oder KE-R-A-E (D) bei der siebten und achten Bauserie). Der 420 verfügt über drei Steuerventile (eines je Wagen) und separat absperrbare, ausschaltbare Drehgestellbremsen. Bei einer mechanischen Bremsstörung muss nicht gleich die Bremse eines ganzen Wagens ausgeschaltet werden, sondern nur die des betroffenen Drehgestells, was den resultierenden Verlust an Bremsleistung und vorhandenen Bremshundertsteln vermindert.
Je Achse ist eine Radbremsscheibe vorhanden, also zwei je Drehgestell, diagonal versetzt (Ausnahme: siebte und achte Bauserie, diese haben je Achse zwei Radbremsscheiben, eine an jedem Rad). Diese eher schwach dimensionierte mechanische Bremsanlage erfordert bei Ausfall der elektrischen Bremse eine Begrenzung der Höchstgeschwindigkeit auf 70 km/h, um die Radbremsscheiben nicht thermisch zu überlasten. Sofern die elektrische Bremse nur an einer elektrischen Anlage ausfällt und der Zug länger als ein Kurzzug ist, sind höhere Geschwindigkeiten wieder zulässig, nachdem an der gestörten Anlage die Druckluftergänzungsbremse ausgeschaltet wurde, beim Anhalten ist kurz vor Stillstand des Zuges mit dem Führerbremsventil einzubremsen, um Längsrucke im Zug zu vermeiden. Die Bremsberechnung erfolgt ausschließlich auf Grundlage der Druckluftbremse, es werden nur Bremshundertstel abgezogen, wenn Drehgestellbremsen oder Steuerventile ausgeschaltet werden. Die elektrische Bremse samt Druckluftergänzungsbremse bleibt bei der Bremsberechnung aufgrund ihrer Abhängigkeit von elektrischem Strom (und sei es nur der Batteriestrom, der für die Druckluftergänzungsbremse nötig ist) unberücksichtigt.
Die ersten sechs Serien haben eine Spindelhandbremse, die siebte und achte Serie eine mit Druckluft arbeitende Federspeicherbremse.

## Einsatzgeschichte

### Prototypen

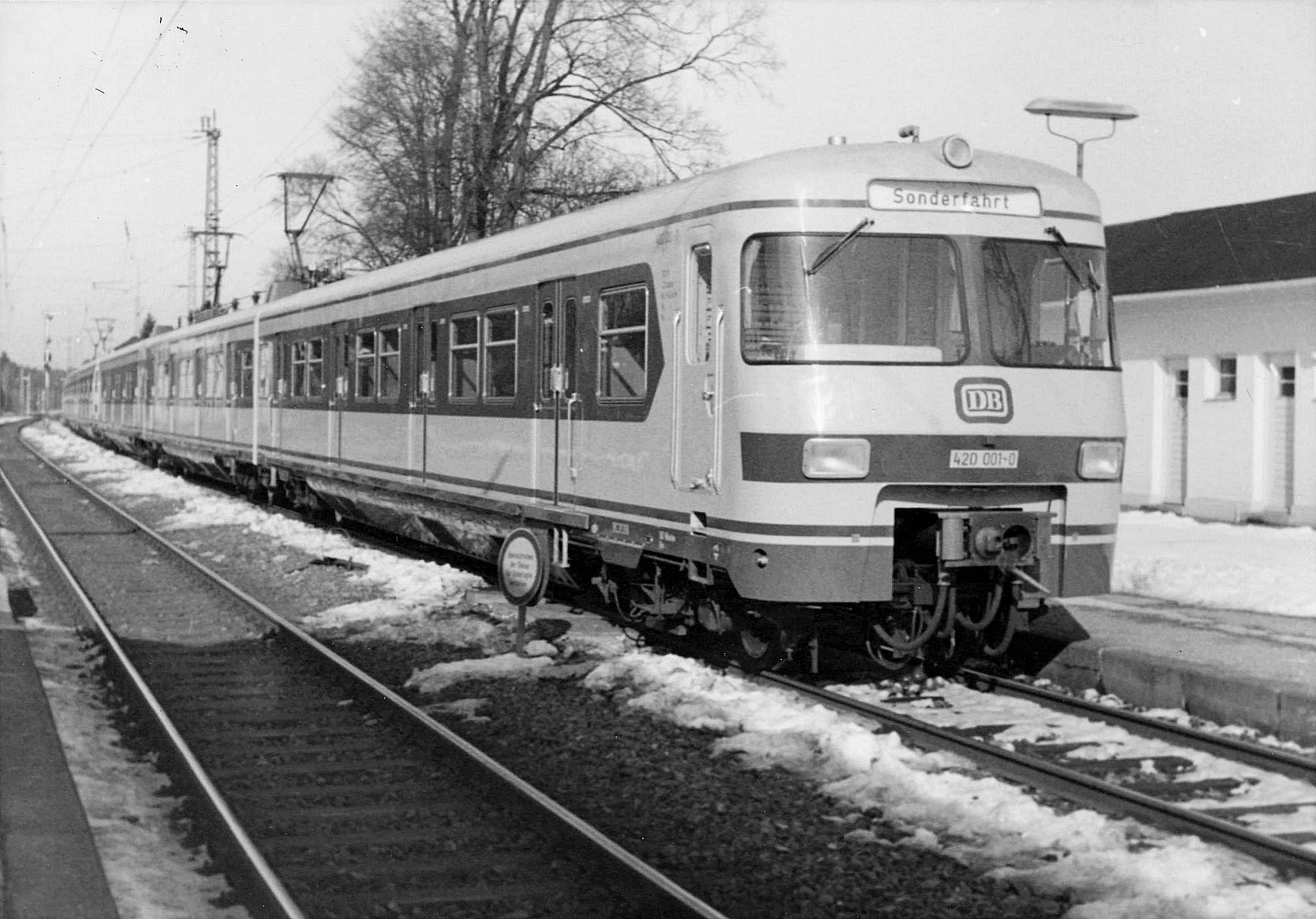
420 001 in Gauting (1970)

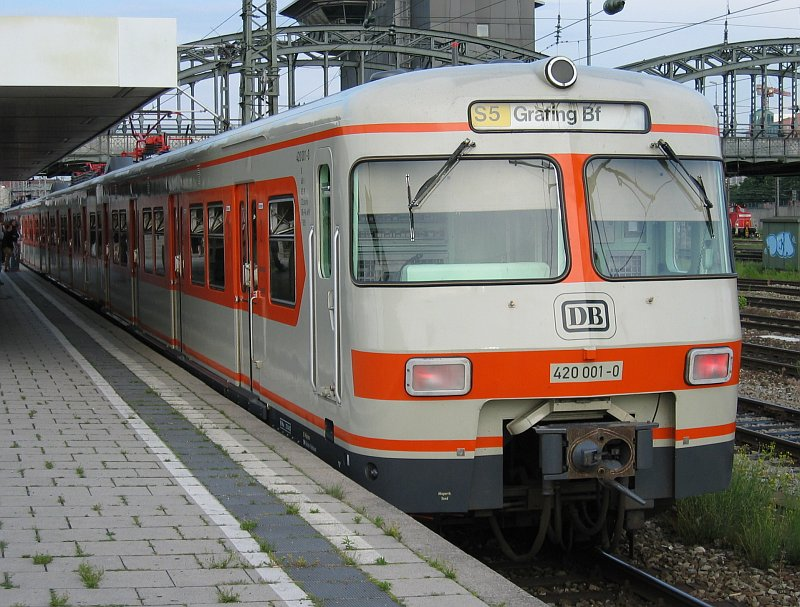
420 001 mit oranger Farbgebung

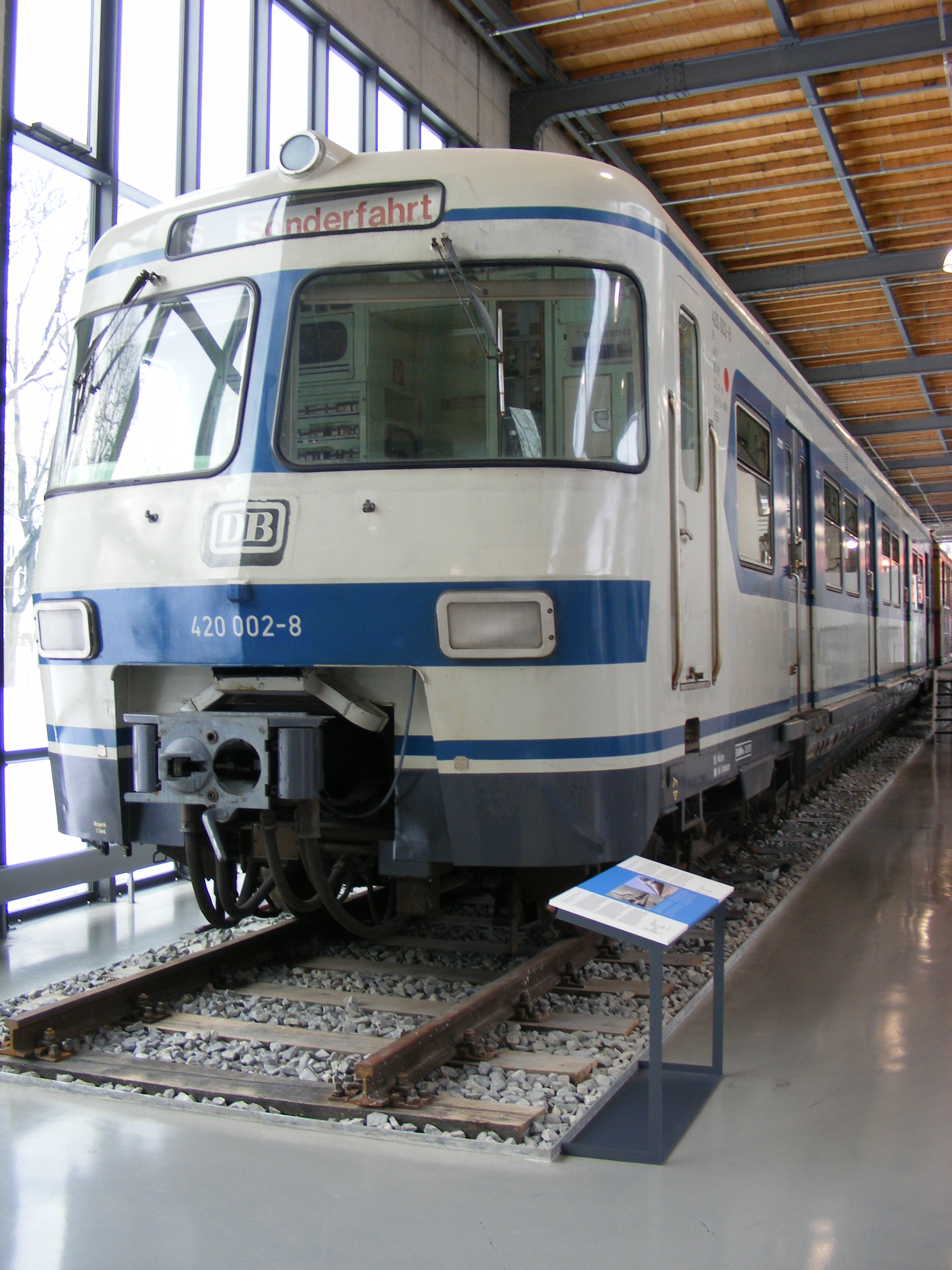
420 002 im Deutschen Museum Verkehrszentrum

Als 1972 in München, gefördert durch die im selben Jahr stattfindenden Olympischen Spiele, ein neues S-Bahn-Netz eröffnet werden sollte, mussten neue, moderne Fahrzeuge für den schnellen Verkehr beschafft werden. Die Züge wurden zunächst als ET 20 bzw. 21 geplant.
Die drei Prototypen wurden 1969 nach der Umstellung des Nummernschemas als 420 001 bis 003 ausgeliefert. Am 30. Oktober 1969 wurde der 420 001 der Presse vorgestellt, am 27. Februar 1970 fand die erste Fahrt mit Fahrgästen statt. Bis Februar 1970 waren alle drei Triebzüge bahnamtlich abgenommen und wurden einer intensiven Betriebserprobung unterzogen. Die Endwagen wurden von MAN, die Mittelwagen von WMD gefertigt.
420 001

Der 420 001, der mit reinoranger Farbgebung ausgeliefert wurde, wurde nach Außerdienststellung durch die S-Bahn München im Dezember 2004 als Museumsfahrzeug betriebsfähig vorgehalten, wo er für Sonder- und Jubiläumsfahrten zur Verfügung stand und von der S-Bahn München in Zusammenarbeit mit der Interessengemeinschaft S-Bahn München e. V. betreut wurde. 2010 wurde er vom Bayerischen Landesamt für Denkmalpflege als historisches Zeitzeugnis für den ÖPNV in Deutschland als technisches Denkmal unter Denkmalschutz gestellt. Er wurde Ende 2016 ins DB-Museum Nürnberg überführt, die Betriebszulassung lief bis 2018.
420 002
Der 420 002 bekam die grünblau/kieselgraue Lackierung, die nach einer Abstimmung unter den Münchner Fahrgästen für die später ausgelieferten Serienfahrzeuge festgelegt wurde. Er war lange Zeit in München-Laim Ost in der Nähe des Bahnhofs Donnersbergerbrücke abgestellt. Ein Endwagen ist heute im Verkehrszentrum des Deutschen Museums in München ausgestellt, die anderen Wagen konnten aus Platzgründen nicht im Museum untergebracht werden und wurden verschrottet.
420 003
Der dritte Prototyp trug die Nummer 420 003, war für die S-Bahn Rhein-Main bestimmt und hatte eine Farbgebung in purpurrot (RAL 3004) und Kieselgrau (RAL 7032). Aufgrund starker Ausbleichung des ursprünglich kräftigen roten Farbtones wurde das Fahrzeug 1981 in Grünblau/Kieselgrau umlackiert. Diesen Lack trug er bis zu seiner Ausmusterung. Nach längerer Abstellzeit im Bahnhof München-Trudering wurde dieser Triebzug zur Verschrottung abgefahren.

### Serienzüge

#### Praxistauglichkeit
Die dreiteiligen Triebzüge der Baureihe 420 erwiesen sich als gelungene Konstruktion. Sie waren ab 1972 bei der S-Bahn Rhein-Ruhr und ab 1978 bei der S-Bahn Frankfurt und der S-Bahn Stuttgart anzutreffen. Im Vorlaufbetrieb wurden sie dabei schon ab 1975 im Nahverkehr rund um Frankfurt und ab 1977 im Stuttgarter Vorortverkehr eingesetzt. Auf den längeren Strecken der S-Bahn Rhein-Ruhr konnten die Triebzüge nicht überzeugen, vor allem wegen der fehlenden Toiletten. Die fehlende Übergangsmöglichkeit zwischen den Wagen wurde moniert. Der Vorschlag von Verkehrsingenieur Steffens, Düsseldorf, die Baureihe 420 für die S-Bahn Rhein-Ruhr umzubauen (elektrische Ausrüstung für den Einsatz ohne Mittelwagen geeignet, nur drei Türen pro Wagen und Seite, Übergangsmöglichkeit zwischen den Wagen; Toiletten und Getränkeautomaten) wurde nicht umgesetzt, die Wagen waren konstruktionsbedingt nachträglich nicht mehr zu ändern. Die in Köln und Düsseldorf stationierten Garnituren wurden daher ab 1980 durch lokomotivbespannte Wendezüge mit x-Wagen ersetzt. Die frei gewordenen Einheiten wurden von Düsseldorf fast ausschließlich nach München abgegeben, wo sie dringend benötigt wurden.

#### Äußeres Erscheinungsbild
Ausgehend vom Schema der Pop-Farben wurden in den drei geplanten Einsatzgebieten München, Rhein-Ruhr und Rhein-Main Abstimmungen durchgeführt über die vorherrschende Farbe an den Fensterbändern, wobei für München Grünblau, für Rhein-Ruhr Reinorange und für Rhein-Main Karminrot als meistgewünschte Farbe ermittelt wurde.
Dafür hatte die Deutsche Bundesbahn in Zügen der betreffenden Regionen eigens Wahlurnen aufgestellt. Aus Kostengründen setzte sich die DB aber später über den Wunsch der Frankfurter hinweg und ließ auch die für die S-Bahn Rhein-Main vorgesehenen Triebwagen in orange-kieselgrau liefern, für das die Düsseldorfer Fahrgäste votiert hatten.
1. Bauserie
Die Farbgebung der Züge war von 1971 bis 1986 konstant. Alle Fahrzeuge der ersten Bauserie, die für das 1972 einzuweihende Münchner S-Bahn-Netz bestimmt waren, waren in Grünblau und Kieselgrau (wie der Prototyp 420 002) lackiert, wobei der offiziell als „Kieselgrau“ benannte Farbton eher weiß wirkte. Unterhalb des grünblauen Fensterbandes wurden viele Züge mit Rumpfwerbung versehen, wie dies in vielen anderen Nahverkehrssystemen (U-Bahnen, Straßenbahnen, S-Bahn Hamburg) schon seit längerem üblich war.
2. Bauserie
Die Fahrzeuge der zweiten Bauserie wurden teils in Grünblau und Kieselgrau, andere in Reinorange und Kieselgrau lackiert. Die reinorange lackierten Einheiten waren für das ebenfalls im Aufbau befindliche S-Bahn-Netz Rhein-Ruhr vorgesehen. Da alle reinorange lackierten Einheiten, deren Auslieferung von 1972 bis 1976 erfolgte, aus Gewährleistungsgründen über mehrere Monate hin in München eingesetzt waren (aufgrund der Nähe zum Ausbesserungswerk München-Freimann), waren in München immer reinorange-kieselgraue Einheiten zu sehen. Diese wurden von 1972 an sukzessive nach Düsseldorf, ab 1975 an das Bahnbetriebswerk Frankfurt-Griesheim (offiziell Bw Frankfurt (M)/1) abgegeben.
3. Bauserie etc.
Alle Einheiten ab der dritten Bauserie (ab 420 201) wurden dann konsequent in Reinorange und Kieselgrau abgeliefert und direkt an die zukünftigen S-Bahn-Standorte Frankfurt und Stuttgart abgeliefert, obwohl die Frankfurter einst für Weinrot und Kieselgrau für die Farbgebung ihrer zukünftigen S-Bahn-Garnituren gestimmt hatten. Darauf wurde aus Gründen der Vereinheitlichung keine Rücksicht mehr genommen.
Etwa 1984 entschied die Deutsche Bundesbahn, bei fälligen Neulackierungen von Triebwagen der Baureihe 420 diese nicht mehr in grünblau/kieselgrau, sondern grundsätzlich in reinorange/kieselgrau durchzuführen. So erhielten mindestens 30 Einheiten die neue Farbe, was jedoch aufgrund des relativ hohen Bestandes von über 130 grünblau/kieselgrauen Fahrzeugen kaum auffiel.
Farbschema ab 1987
1987 hat die Deutsche Bundesbahn das Farbdesign ihrer Fahrzeuge geändert, als sie die sogenannten Produktfarben einführte, welche bei der hier behandelten Baureihe die sogenannten Pop-Farben aus den frühen 1970er Jahren ablöste. Bei den S-Bahn-Fahrzeugen änderte sich das Design dabei nur geringfügig, weil die vorherrschende Farbkombination Orange/Grau beibehalten wurde, jedoch mit einer Fülle von Modifikationen: Aus Kieselgrau als Grundfarbe wurde Lichtgrau. Direkt unterhalb des jetzt lachsorangen Fensterbandes wurde ein zusätzlicher pastellgelber Streifen angebracht, die Zierstreifen unterhalb des Daches und in Fußbodennähe entfielen, der Winkel für die „Bauchbinde“ am Fahrzeugkopf um die unteren Stirnlampe änderte sich von schräg-oben-rechts nach schräg-oben-links. Die Fläche zwischen den Stirnfenstern wurde weiß statt in der Farbe des Fensterbandes. Das Dach wurde nicht mehr grau, sondern kieselgrau (also fast weiß) lackiert. Zudem kamen umweltfreundlichere Lacke zur Verwendung, die bereits nach zwei Jahren einen sehr ausgeblichenen Eindruck machten.
Die Ziffern für die Klasse und das Nichtrauchersymbol wurden durch große, moderne, weiße Signets ersetzt, auch bei den grünblau-kieselgrauen Garnituren der ersten Bauserie.
Vollwerbung
Um 1990 wurde als erster Triebwagen der 420 100 mit Ganzreklame für eine Bank versehen. Bei den anfänglichen Vollwerbungen waren die Führerstandsflächen noch ausgespart, in späteren Jahren miteinbezogen. Werbungen wurden in Form von Klebefolien realisiert, damit nach Ablauf der Vertragsdauer diese wieder leicht zu entfernen waren.
Zur Eröffnung des im März 1992 einzuweihenden Großflughafens München erhielten 15 Einheiten der zweiten Bauserie (174 bis 188) sowie sechs neu abgelieferte Einheiten der siebten Bauserie (425 bis 430) einen pastellblauen Anstrich, zusätzlich versehen mit einem großen „M“ an den Fahrzeugenden als Werbung für den Flughafen. Diese Einheiten verkehrten vorzugsweise auf der neuen Linie S 8 zum Flughafen. Ab etwa 1997 wurde die Flughafenwerbung mit großem „M“ entfernt, die letzten pastellblauen Züge verkehrten noch bis 2005 teils mit anderen Werbeaufschriften.
Farbschema ab 1996
Mit der Bahnreform wurden seit 1996 gemäß einem neuen Corporate Design viele Einheiten in verkehrsrot mit weißen Türen umlackiert. Davon ausgenommen ist heute nur noch der als Museumsfahrzeug verwendete 420 001.

#### Zielanzeige und Fahrgastinformation

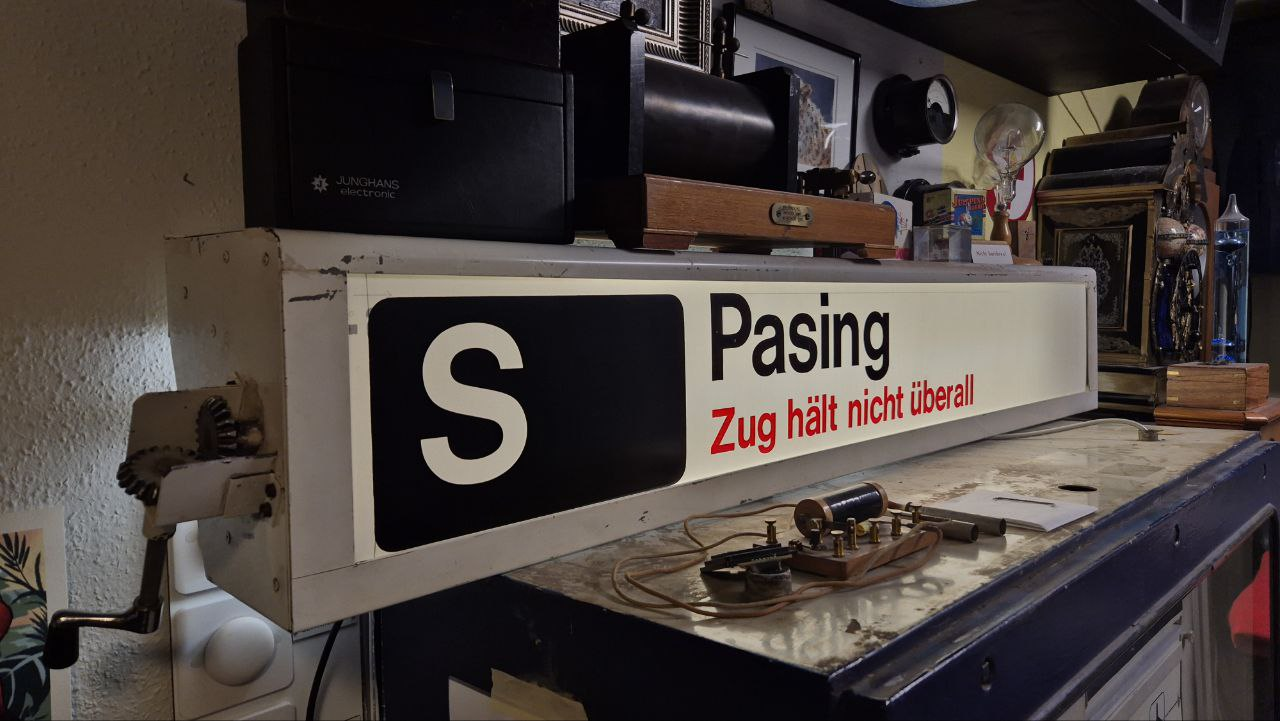
Alte Rollbandanzeige aus München (in Privatsammlung)

Ab Werk wurden die Fahrzeuge mit einem Rollbandanzeiger zur Darstellung der Linien und Ziele über der Frontscheibe ausgestattet. Die Bänder konnten maximal 82 Bedruckungen aufnehmen und wurden über eine kleine Kurbel vom Lokführer manuell verstellt. Jede Position hatte rückseitig, innen eine Nummer aufgedruckt, welche mit einer Papierliste – bei Umstellen der Anzeige – verglichen werden musste.
Im Zuge der Modernisierung einiger Fahrzeuge wurde auch ein neues Fahrgastinformationssystem eingebaut. Hierbei wurden unter anderem die Frontanzeigen durch LED-Anzeigen ersetzt. In München sind diese neuen Anzeigen auch in der Lage farbige Liniennummern darzustellen. Lediglich im Fahrgastraum dient ein einfacher, doppelseitiger Anzeiger mit orangen LEDs zur Darstellung der nächsten Station, Ausstiegsseite und ähnlichen Informationen.

#### Innenraumgestaltung
Der Innenraum war mit wenigen Änderungen von der Vorserie 1969 bis zum Auslauf der 6. Bauserie 1981 gleichbleibend gestaltet. In den beiden Endwagen 420 gab es je zwei gleich große, mit Trennwänden und Zwischentüren getrennte Abteile für Raucher und Nichtraucher. Im Mittelwagen 421 waren ursprünglich drei Abteile vorhanden, zwei kleine Abteile erster Klasse mit 16 oder 17 vis-a-vis-Sitzplätzen, getrennt für Raucher und Nichtraucher. Die andere Hälfte des Mittelwagens mit 33 Sitzplätzen war als zweite Klasse Nichtraucherabteil ausgewiesen. Einzig Fahrzeuge der Vorserie und der 1. Bauserie hielten sich bis zu ihrer Außerdienststellung an diese Raumaufteilung. Von der 2. bis zur 6. Bauserie gab es zwischen 1991 und etwa 1995 ein Redesign ihres Fahrgastraumes, bei dem bis auf die Stuttgart und Frankfurt zugewiesenen Fahrzeuge, alle Zwischenwände entfernt wurden. Dort gab es zwischen dem 17 Plätze umfassenden Erste-Klasse-Abteil und den 49 Plätze umfassenden Abteil zweiter Klasse eine Glastrennwand mit Schwingtür als Durchgang.
Sämtliche Sitzmöglichkeiten sind übliche 2+2-Sitzteilungen. Anfangs waren in der zweiten Klasse weinrote Kunstledersitze mit Armlehnen aus Integralschaum verbaut. In der ersten Klasse waren der Sitzstoff und die Armlehne blau-schwarz kariert. Unweit jedes Sitzes gab es ein kleines Tischchen, einen großen Aschenbecher oder Müllbehälter, zwei Kleiderhaken und ein Klappfenster, das mit einem Anschlag versehen war und sich dadurch nur eine Handbreit öffnen lässt. Die Fensterscheiben sind aus Cudoglas, welches eine bestimmte Lichtundurchlässigkeit (Spiegelung) aufweist, dadurch konnte von Anfang an auf Vorhänge an den Fenstern verzichtet werden.
Ein Leuchtenband, bestehend aus aneinandergereihten Doppelleuchtstoffröhren, eingelassen in die Dachverkleidung, bildete die Grundbeleuchtung nachts und im Tunnel. Als Notbeleuchtung mittels Batteriespeisung ist in der Wartungsverkleidung oberhalb jeder Fahrgastraumtüre eine weitere Leuchtstoffröhre eingebaut. Diese beleuchtet die über die Tür geklebten S-Bahn-Netzpläne und die Tür selbst. Sämtliche Seitenverkleidungen, in der zweiten Klasse auch die Trennwände und Zwischentüren, waren in weißem Resopal mit kaum erkennbarem Linienmuster gehalten. In der ersten Klasse gab es eine helle und eine dunkle Variante von holzfurnierter Kunststoffplatte. Nur die Stirnwände und die Trennwände mit Zwischentüren waren so belegt. In den Wagen in München war an jeder Zwischen- oder Stirnwand ein Aufkleber mit der Wagennummer angebracht. Die Zwischentüren besaßen Fenster, durch das der Blick in das andere Abteil möglich war. Ähnliche Fenster wurden in spätere Serien standardmäßig in die Tür zwischen Führerstand und Fahrgastraum eingebaut, um den Reisenden ein höheres Sicherheitsgefühl zu geben. Der Lokführer konnte dieses Fenster mit einem starren Rollladen verschließen. Die letzten, ursprünglichen, recht schmalen Abteiltüren wurden 1999 ersatzlos ausgebaut. 1987 weilten ein Endwagen der 1. Bauserie und ein Endwagen der 2. Bauserie in Schondorf am Ammersee, um dort als Testfahrzeuge für ein Innenraumredesign Maß zu nehmen. Dies war insofern notwendig, als die Vandalismusschäden wie aufgeschlitzte Kunstledersitze eine unerträgliche Personal- und Finanzbelastung darstellten und das Fahrzeug längere Zeit deswegen ausfiel. Schließlich wurden dreifarbige veloursartige schwerentflammbare Stoffe für die einteiligen Sitze verwendet. Es wurden bis 1995 alle Sitze ausgetauscht, einzige Ausnahme stellten die Fahrzeuge bis 420 130 dar, die bis zu ihrer Ausmusterung an einer Seite an der Führerstandswand ein Doppelpärchen der alten Kunstledersitzbänke aufwiesen. Unter einem grau-schwarzen pflegeleichten Linoleumboden befand sich ein einfacher Bohlenfußboden. Einzelne niedrige Verkleidungen und Wartungsklappen waren aus Hammerschlagblech hergestellt. Spezialschlüssel waren vonnöten, um an Druckluftabsperrhähne, Druckwächter und Manometer hinter Verblendungen heranzukommen. Am Mittelwagen war ein Teil der elektrischen Schaltelemente in einem sogenannten Rucksack verborgen. Jeder 421 besaß an der Stirnwand eine etwa zwei Quadratmeter große Klappe, die ebenfalls nur mit speziellem Schlüssel zu öffnen war.
In den Triebwagen 420 018 wurde versuchsweise im Zweite-Klasse-Bereich die Griffstangenanordnung abgeändert. Dieses Fahrzeug behielt diese Änderung bis zu seiner Ausmusterung.
Da die Zugtoiletten zur Zeit der Entwicklung der Baureihe einfache Fallrohrtoiletten waren, bei denen die Fäkalien aus dem fahrenden Zug auf die Schienen fielen, wurde wegen der Tunnelstrecken auf Toiletten in den Zügen verzichtet.

#### Unterschiede zwischen den Bauserien

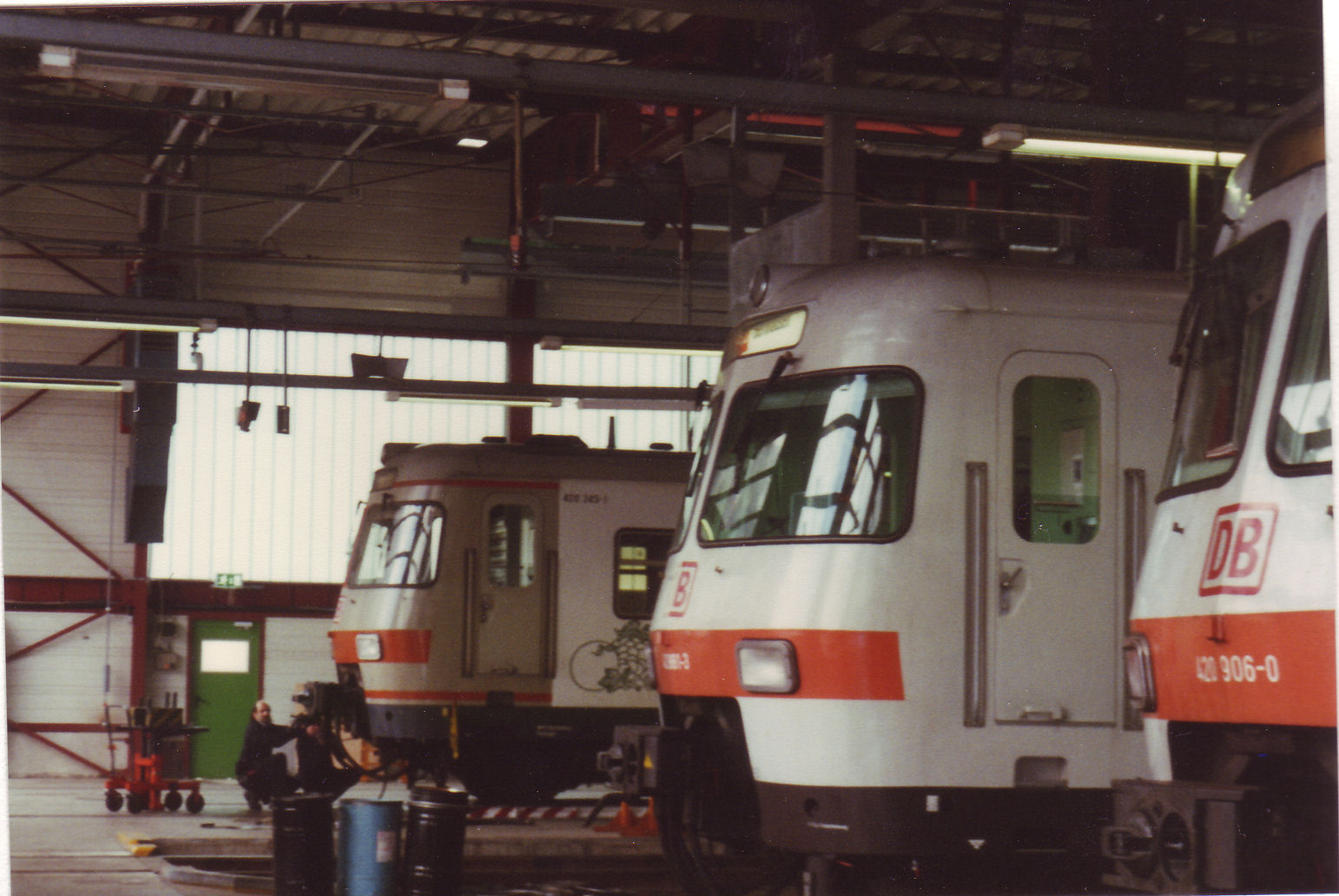
Züge älterer und neuer Bauserien im Bahnbetriebswerk Plochingen (1997)

Zwischen den einzelnen Bauserien gab es diverse Unterschiede.
Auffälligstes Kennzeichen war der an den Fahrzeugen der ersten Bauserie seitlich am Kopfende unterhalb der Fahrzeugnummer sichtbare rote Punkt (von 1972 an bis zu deren Um- oder Neulackierung etwa Mitte der 1980er Jahre). Er kennzeichnete die Fahrzeuge, die mit einer Linienzugbeeinflussung (LZB) ausgerüstet waren. Die Ausrüstung von Fahrzeugen mit LZB mit einem dazu erforderlichen Führerstandsanzeigegerät war nicht immer gegeben.
Die Prototypen sowie alle Fahrzeuge der ersten Bauserie hatten ein breites Schutzbord außerhalb des Fahrzeuges, mit dem (wie schon bei den anderen S-Bahnen in Berlin u. Hamburg) der Spalt zwischen Bahnsteigkante und Fahrzeug verringert wurde. Dieses breite Schutzbord lief an den Fahrzeugenden keilförmig aus. Da dies im Sinne der Eisenbahn-Bau- und -Betriebsvorschriften eine Überschreitung von drei Zentimeter der zulässigen Fahrzeugbreite ergab und daher bei Überführungsfahrten außerhalb der S-Bahn-Netze die Schutzborde abgenommen werden mussten, wurde bei der zweiten Bauserie ein um etwa zwei Drittel schmaleres Schutzbord verwendet, dessen Enden stumpf abgerundet sind.
Ab der 7. Bauserie wurden die Taschenschiebetüren von Schwenkschiebetüren abgelöst und der zum Öffnen von innen vorhandene Griff durch einen Hebel ersetzt, da sich Fahrgäste durch die (mit Unterstützung von 6 bar Druckluft öffnende) Taschenschiebetüre ihren Arm einklemmen konnten. Bei den Zügen der ersten Bauserie wurden die Griffe mit einem Blech verkleidet, das ein Hineingreifen nicht mehr erlaubte.
Das in der zweiten Bauserie ab 420 131 zum Aufbau verwendete Aluminium statt Stahl wurde schon oben im Abschnitt Aufbau erwähnt. Außerdem wiesen die Wagenkastenlängsträger ab dieser Ordnungsnummer keine Ausschnitte in Höhe der Drehgestelle auf. Alle in Frankfurt und Stuttgart eingesetzten Einheiten wurden konsequent als „Nichtraucher“ gekennzeichnet – im Gegensatz zum Netz Rhein-Ruhr, wo weiterhin in gekennzeichneten Bereichen geraucht werden durfte (Aufschrift „Raucher“ in weißer Schrift auf rotem Grund, das „Nichtraucher“ schwarze Schrift auf weißem Grund).
Mit Ablieferung der dritten Bauserie wurde diese grundsätzlich als „Nichtraucher“ abgeliefert. Mit der dritten Bauserie entfiel die rudimentär vorgesehene Ausrüstung mit LZB. Waren die Innenseiten aller Türen bisher metallicgrau, waren sie ab der dritten Bauserie reinorange lackiert.
Die vierte Bauserie führte wieder zu einigen Änderungen beim Bau: Der Erste-Klasse-Bereich wurde auf die Hälfte reduziert, da der Anteil der S-Bahn-Fahrgäste mit Erste-Klasse-Fahrausweisen in Nahverkehrsnetzen ohnehin gering ist. Seit etwa 1982 kamen bei allen neuabgelieferten Fahrzeugen statt der „Raucher“- oder „Nichtraucher“-Schriften moderne große Piktogramme außen neben die Türen. Die Klassenbezeichnung wurde statt wie in den 1960er Jahren mit großen, moderner wirkenden Signets in metallic-ocker nur noch auf einer Türseite außen angebracht.
Nachdem es bei den im zukünftig vorgesehenen Frankfurter S-Bahn-Netz eingesetzten Fahrzeugen zu Beschwerden und einem Gerichtsurteil gekommen war wegen der fehlenden Information, dass bei den hier fahrenden Zügen ein Nachlösen nicht möglich sei, ließ der Frankfurter Verkehrsverbund alle in seinem Netz verkehrenden Einheiten mit Aufklebern ausstatten, die neben allen Türen außen angebracht wurden und mit dem Text „Einstieg nur mit gültigem Fahrausweis“ versehen waren. Diese Aufkleber wurden daraufhin vom Verkehrs- und Tarifverbund Stuttgart (VVS) konsequent bei allen dort verkehrenden Fahrzeugen angeklebt.
Nach einigen teils unaufgeklärten Bränden einiger Fahrzeuge wurden Anfang der 1980er Jahre alle Einzelwagen mit Feuerlöschern ausgestattet, die in den Gepäckträgern oberhalb des Fahrgastbereiches lagen, dank Kennzeichnung für alle Fahrgäste gut sichtbar.
Ab der 7. Bauserie wurde nur noch ein Stromabnehmer aufgesetzt, auf den bislang vorhandenen zweiten Stromabnehmer wurde verzichtet. Bald darauf wurde der zweite Stromabnehmer bei nahezu allen Einheiten entfernt. Bei sämtlichen Fahrzeugen der 8. Bauserie wurde zusätzlich noch ein akustischer Warnton beim Türschließvorgang realisiert.
Die Vorserie und die erste bis siebte Bauserie benötigen für das Öffnen und Schließen der Türen jeweils ca. eine Sekunde. Die achte Bauserie benötigt ca. eine Sekunde für das Öffnen und ca. drei Sekunden für das Schließen.

#### Fahrzeugverleih
Immer wieder mussten etliche Fahrzeuge zwischen den stationierenden Bahnbetriebswerken wegen Fahrzeugmangels verliehen werden. So waren besonders im Sommer 1978 in Frankfurt am Main neben mehreren reinorangen Garnituren aus München einige grünblaue Fahrzeuge im Einsatz. Dann wieder vom Oktober 1978 bis zum März 1979, als in Stuttgart die S-Bahn ihren Betrieb aufnahm. Frankfurt hatte schon mehrere Einheiten, die außen die Aufschrift „Bw Frankfurt 1/(M)“ trugen, leihweise nach Stuttgart abgegeben. Der Mangel in Frankfurt führte erneut zum Einsatz grünblau-kieselgrauer Einheiten. Derartige Ausleihungen kamen ab und an vor. Sie waren daran erkennbar, dass innen der „Münchener Schnellbahnplan“ sowie die Informationsboxen neben den Türen mit „MVV-Info“ belassen wurden und nur die Rolle mit den Zielort-Informationen an der Stirn über den Führerständen ausgetauscht wurden. Die Beheimatungsanschrift „Bw München-Steinhausen“ mit „BD München“ blieb erhalten. Der Grund war vor allem darin zu suchen, dass die Bestellungen an Fahrzeugen für die S-Bahn-Netze Frankfurt und Stuttgart etwas zu spät erfolgten. Im Frühjahr 1993 führte die Verwendung eines falschen Schmierfetts dazu, dass im Stuttgarter S-Bahn-Netz sämtliche Züge vorübergehend stillgelegt werden mussten. Für mehrere Wochen waren übergangsweise Einheiten aus Frankfurt und München im Stuttgarter Netz im Einsatz.
Ab Mitte Januar 2020 wurden von der S-Bahn München zwei Leihfahrzeuge aus dem Kölner Netz sowie ein weiteres aus dem Netz der S-Bahn Rhein-Ruhr ausgeliehen, um zumindest temporär den hohen Fahrzeugbedarf kompensieren zu können. Aufgrund der COVID-19-Pandemie, die unter anderem durch gestrichene Verstärkerfahrten einen niedrigeren Fahrzeugbedarf zur Folge hatte, dauerte der Leiheinsatz dieser Fahrzeuge jedoch nicht wie geplant bis Anfang Juni an, sondern endete frühzeitig im April desselben Jahres.

### Ablösung und aktuelle Einsätze

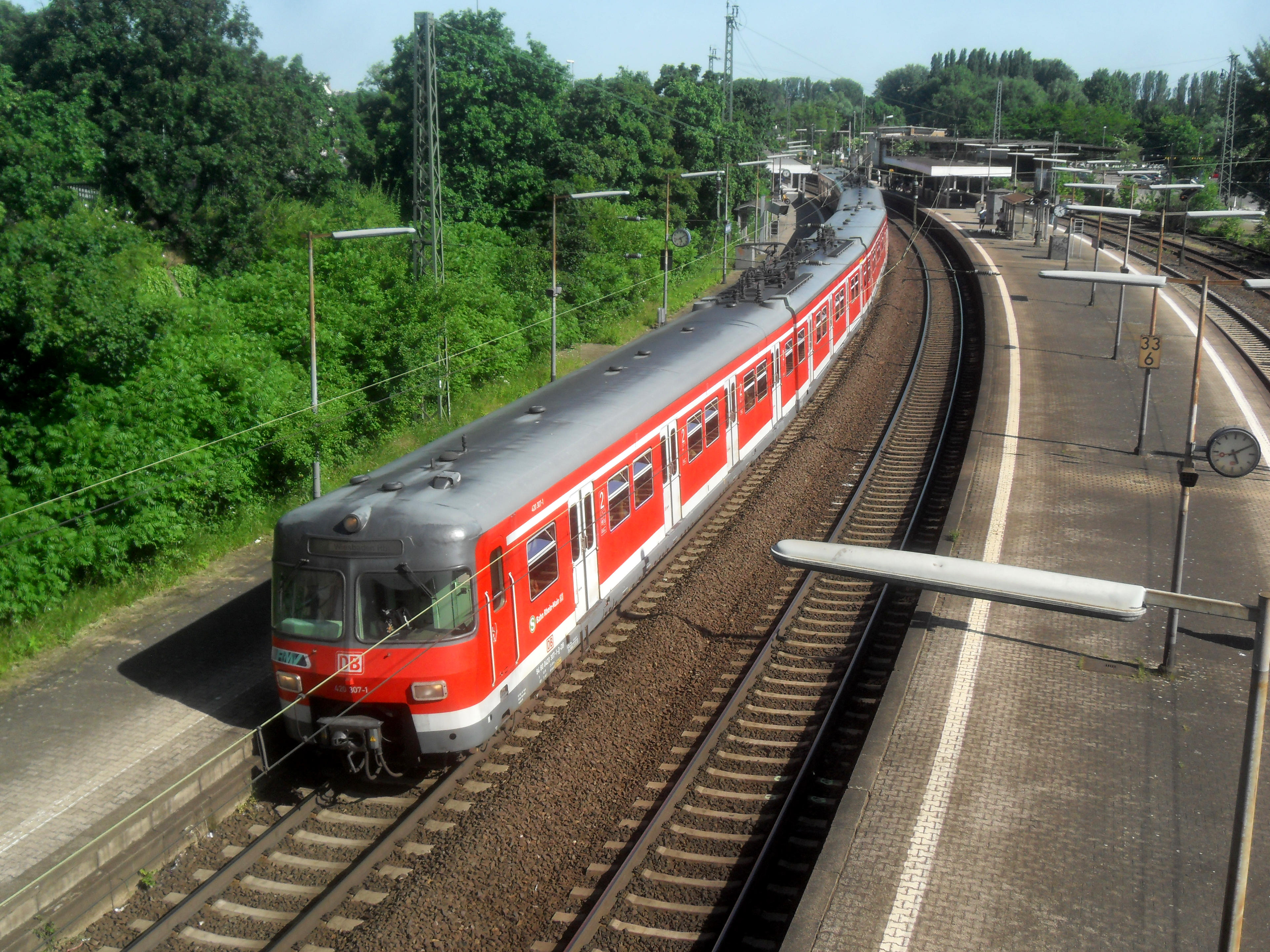
420 307 im Bahnhof Mainz-Kastel

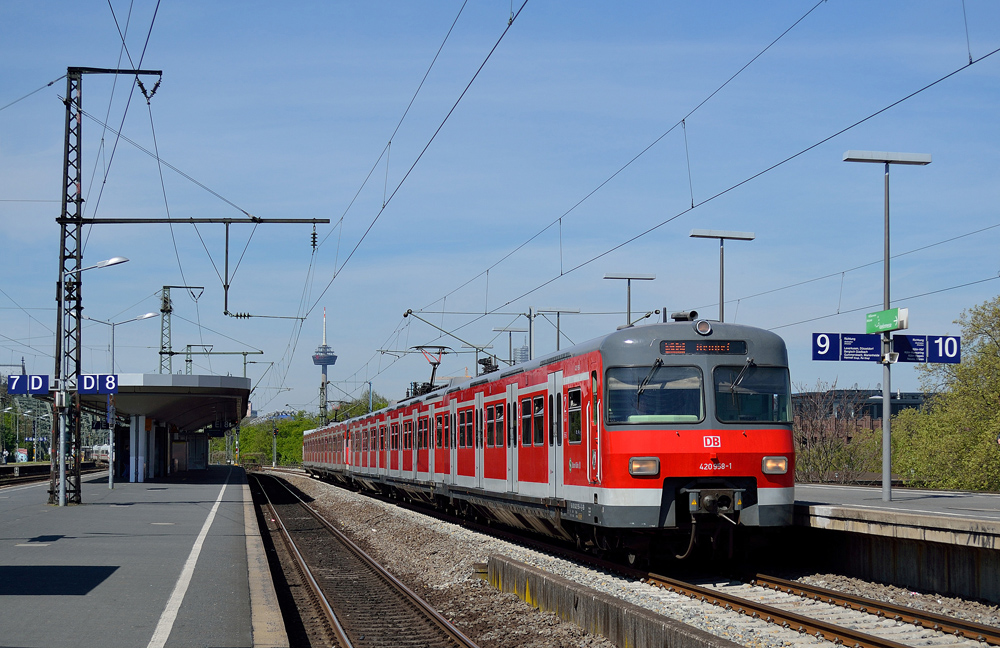
420 958-1 der S-Bahn Köln als S12 im Bahnhof Köln Messe/Deutz (Mai 2016).

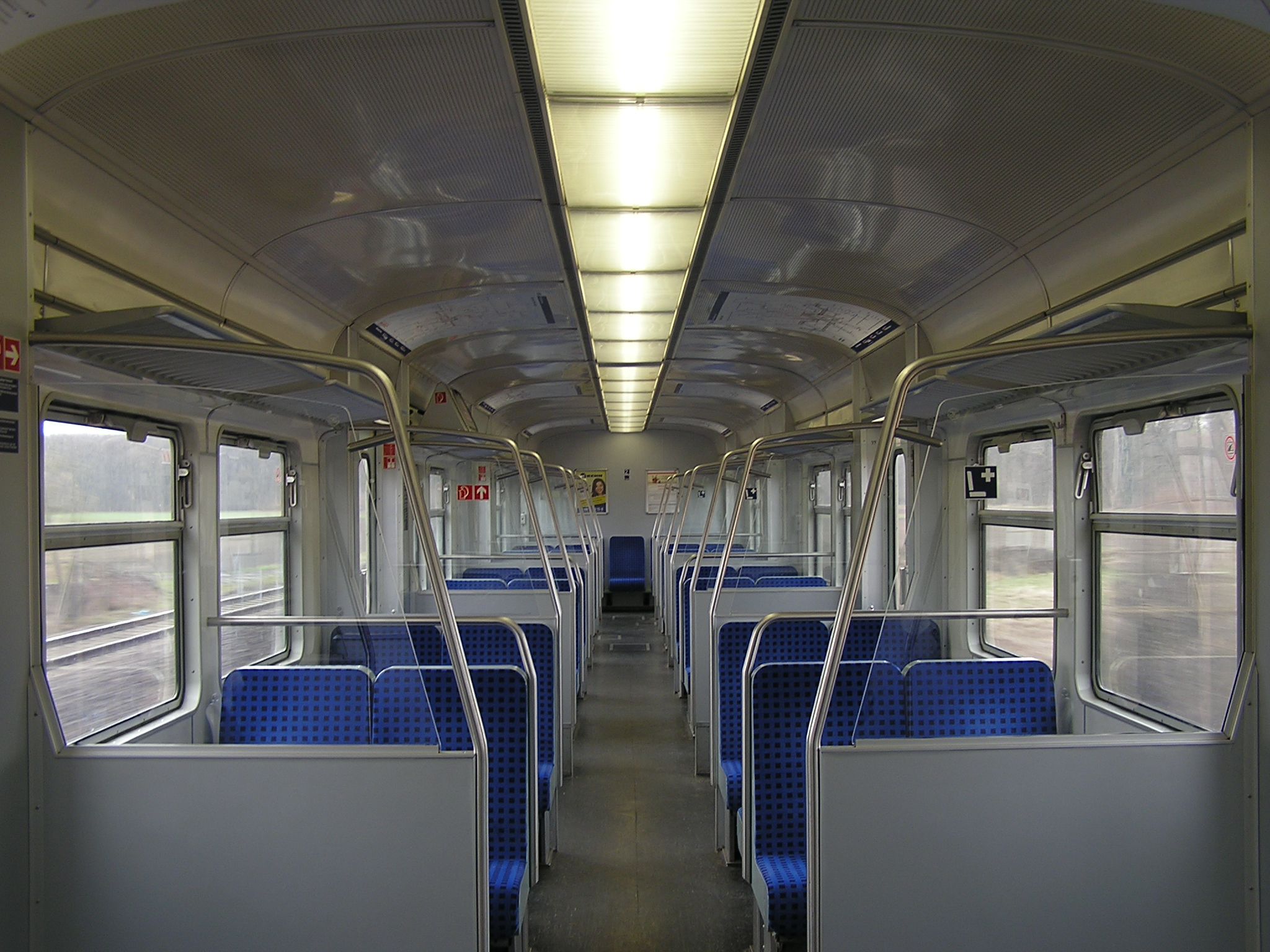
Innenraum (geringfügig modernisiert)

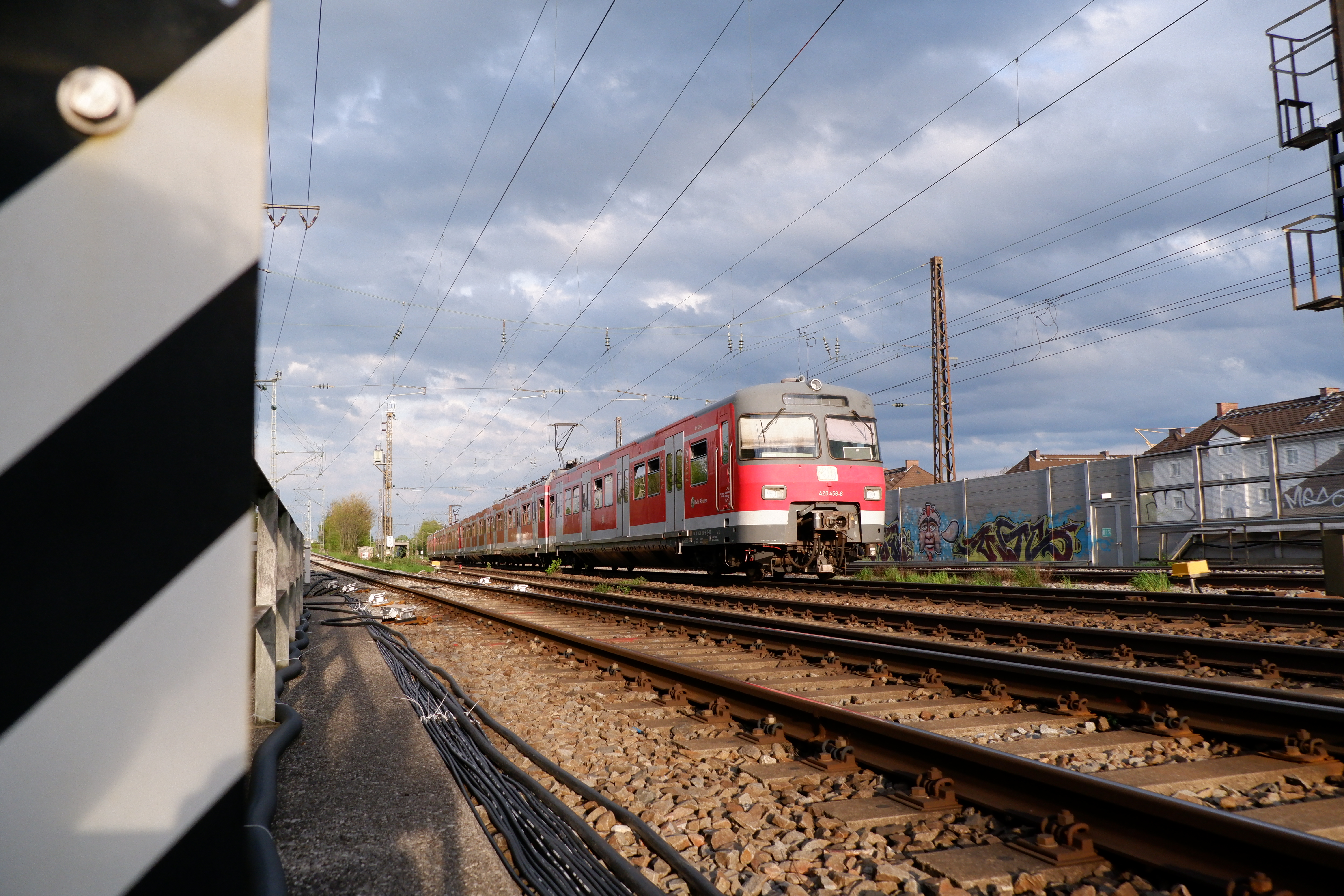
420 456-6 (8. Bauserie) der Münchner S-Bahn kurz nach der Ausfahrt aus dem Bahnhof Berg am Laim (Mai 2023)

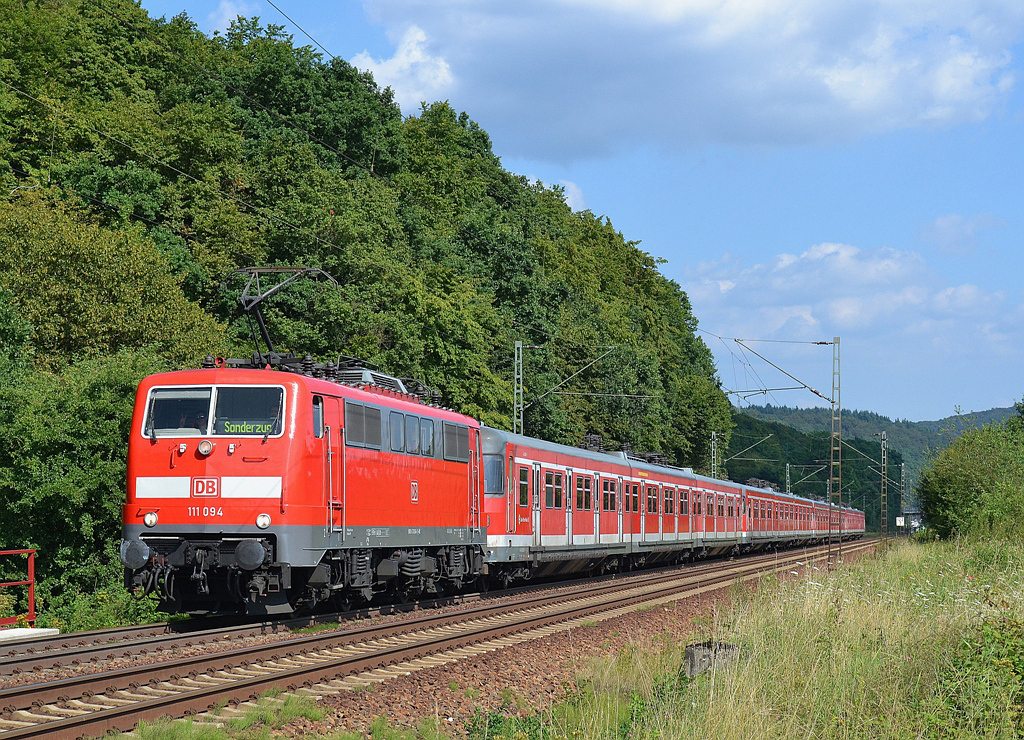
Vier ausgemusterte 420 der S-Bahn Rhein-Main werden von einer E-Lok der Baureihe 111 zum Stillstandsmanagement nach Hamm Rbf überführt.

Nach und nach wurden bzw. werden die Triebzüge der Baureihe 420 durch moderne Triebzüge der Baureihen 423 (seit 1998), 422 (seit 2007) und 430 (seit 2013) ersetzt.

#### Rhein-Main
Bei der S-Bahn Rhein-Main endete der Einsatz der Baureihe 420 nach 36 Einsatzjahren in den frühen Morgenstunden des 3. November 2014. Einige ausgemusterte Fahrzeuge wurden zum DB-Stillstandsmanagement in Hamm gebracht. Laut RMV-Pressesprecher Sven Hitschler ist ein Verkauf ins Ausland nicht ausgeschlossen, seit dem Einsatzende wurden allerdings bereits zahlreiche Frankfurter Garnituren verschrottet. Einige Einheiten der 7. und 8. Bauserie wurden an die S-Bahn Rhein-Ruhr abgegeben.

#### Stuttgart
Bei der S-Bahn Stuttgart sollte der Einsatz eigentlich im November 2014 enden, dieser Termin konnte jedoch wegen anhaltender Probleme mit der neuen Baureihe 430 nicht eingehalten werden. In Stuttgart wurde die Baureihe 420 nur noch für einzelne Verstärkerleistungen auf sechs von sieben Linien verwendet, lediglich auf der S 60 wurde sie nicht mehr eingesetzt. Die letzten beiden Triebzüge wurden am 4. November 2016 aus Stuttgart verabschiedet. Nahezu alle Stuttgarter Einheiten gingen nach und nach an die S-Bahn München, einige wenige wurden nach Düsseldorf umbeheimatet.

#### München
In München endete der Einsatz der Baureihe 420 im Vorfeld der Einführung der Linienzugbeeinflussung auf der Stammstrecke durch die Innenstadt zunächst am 3. Dezember 2004. Im Zuge der Elektrifizierung der Bahnstrecke Dachau–Altomünster jedoch kehrte sie zum Fahrplanwechsel im Dezember 2014 für Verstärkerleistungen auf den Linien S 2, S 4 und S 20 wieder ins Münchner Netz zurück. Hierzu wurden 15 Triebzüge aus Stuttgart nach München überführt, wo sie eine grundlegende Aufarbeitung erhielten. Infolgedessen präsentiert sich besonders der Innenraum zeitgemäßer. Laut S-Bahnchef Bernhard Weisser war diese Lösung zehnmal billiger als die Anschaffung neuer Züge. Aufgrund fehlender LZB-Ausrüstung fanden Fahrten durch die Stammstrecke anfangs nur zu Randzeiten statt. Bis Ende 2015 existierte werktags fahrplanmäßig eine einzige Fahrt kurz vor Mitternacht. Später verkehrten auf den Linien S 2 und S 4 am Wochenende einzelne Kurse planmäßig mit Zügen der Baureihe 420. Aufgrund der längeren Taktzeiten durften diese trotz fehlender LZB-Ausstattung planmäßig auch die Stammstrecke befahren. Um den steigenden Fahrgastzahlen zu entsprechen, planten die S-Bahn München und die Bayerische Eisenbahngesellschaft, 20 bis 30 weitere Einheiten aus Stuttgart nach München zu holen. Ende April 2017 kündigte die S-Bahn München an, 21 weitere, nicht mehr benötigte Triebwagen aus dem gesamten Bundesgebiet bestellt zu haben. Sie sollten zusammen mit den bestehenden Einheiten mit der Linienzugbeeinflussung nachgerüstet werden, um auch werktags und zu den Hauptverkehrszeiten im Stammstreckentunnel fahren zu können, und bei möglichen Fahrzeugausfällen flexibel einsetzbar zu sein. Die ersten Züge sollten ab Dezember 2017 in Betrieb gehen, wobei sich die tatsächliche Inbetriebnahme um knapp ein Jahr verschob. Im November 2018 wurden die Fahrzeuge durch das EBA für den Fahrgastbetrieb zugelassen. Die 36 Triebzüge vergrößerten die Betriebsreserve der S-Bahn München und ermöglichten somit ab Dezember 2018 Angebotsausweitungen. Seit Anfang April 2019 kommen die ersten umgebauten Fahrzeuge auf Verstärkerumläufen zur Hauptverkehrszeit zum Einsatz. Mittlerweile verkehren die Fahrzeuge der Baureihe 420 je nach Verkehrstag und Uhrzeit auf den Linien S 2, S 3 (Wochenends), S 4, S 20 sowie auf den Taktverstärkern der Linien S 3 und S 8 in der Hauptverkehrszeit. Bei baubedingten Beeinträchtigungen des Verkehrs auf der Stammstrecke verlagern sich die Einsätze teilweise auch auf andere Linienäste. Der Einsatz der Baureihe 420 in München wird voraussichtlich noch bis zur vollständigen Inbetriebnahme der Neufahrzeuge andauern.

#### Rhein-Ruhr
Immer wieder gelangten die Fahrzeuge zur S-Bahn Rhein-Ruhr, wo sie die früher dort verkehrenden lokomotivbespannten Wendezüge mit x-Wagen unterstützten. Zum Fahrplanwechsel im Juni 2004 kamen erneut Triebwagen der Baureihe 420 der älteren Bauserien an Rhein und Ruhr auf den Linien S 1 und S 9 zum Einsatz. Diese wurden seit dem 17. November 2008 (S 1) bis zum 27. Februar 2009 (S 9) durch die neue Baureihe 422 ersetzt. Mitte 2014 wurden erneut aus Stuttgart und Frankfurt stammende Triebzüge überführt, um auf der S 6 die lokbespannten x-Wagen-Züge zu unterstützen. Falls die Baureihe 1440 zum Fahrplanwechsel im Dezember 2014 nicht zur Verfügung gestanden hätte, sollte die Baureihe 422 auf die Linie S 6 umgesetzt und die Baureihe 420 auf den Linien S 5 und S 8 fahren. Zu diesen Einsätzen kam es jedoch nicht, stattdessen verkehrten die Triebzüge ab Dezember 2014 auf der Verstärkerlinie S 68 zwischen Langenfeld, Düsseldorf und Wuppertal-Vohwinkel, wo sie sich ihre Einsätze anfangs mit den x-Wagen-Garnituren teilten. Seit Dezember 2019 übernahmen die Fahrzeuge der Baureihe 420 alle Leistungen auf der S 68. 18 Fahrzeuge standen für die S-Bahn Rhein-Ruhr zur Verfügung. Letzter Einsatztag für die Fahrzeuge war der 11. Oktober 2024.

#### Köln
Ab dem Fahrplanwechsel im Dezember 2015 kamen die Fahrzeuge auf der Linie S 12 der S-Bahn Köln zum Einsatz, bis 2018 auch auf je einem morgendlichen S 11-Verstärker pro Richtung zwischen Köln Hauptbahnhof und Köln-Dellbrück. Durch diese Maßnahme sollte das S-Bahn-Angebot auf der Siegstrecke ausgebaut und zusätzliche Beförderungskapazitäten geschaffen werden. Einige Fahrzeuge wurden dafür von Düsseldorf nach Köln überführt. Ab Mitte Juni 2020 gab es werktags planmäßig einige Einsätze auf der S 19. Im Frühjahr 2024 wurde die Baureihe 420 durch freigewordene, modernisierte Triebwagen der Baureihe 424 der S-Bahn Hannover ersetzt. Der letzte Einsatz war im Juni 2024.

### Bauserien
| Nummerierung  | Bauserie    | Baujahre  | Ausmusterung |
| ------------- | ----------- | --------- | ------------ |
| 420 001 – 003 | Prototypen  | 1969      | 2001–2004    |
| 420 004 – 120 | 1. Bauserie | 1970–1972 | 2000–2004    |
| 420 121 – 200 | 2. Bauserie | 1972–1975 | 2000–2009    |
| 420 201 – 260 | 3. Bauserie | 1976–1978 | 2003–2011    |
| 420 261 – 324 | 4. Bauserie | 1977–1979 | 2004–2014    |
| 420 325 – 370 | 5. Bauserie | 1979–1980 | 1999–2014    |
| 420 371 – 390 | 6. Bauserie | 1980–1981 | 2004–2014    |
| 420 400 – 430 | 7. Bauserie | 1989–1992 | 2013–2024    |
| 420 431 – 489 | 8. Bauserie | 1993–1997 | seit 2014    |

Durch Unfälle gab es neu zusammengestellte Züge mit abweichender Nummerierung (z. B. 420 391).

### SL X420

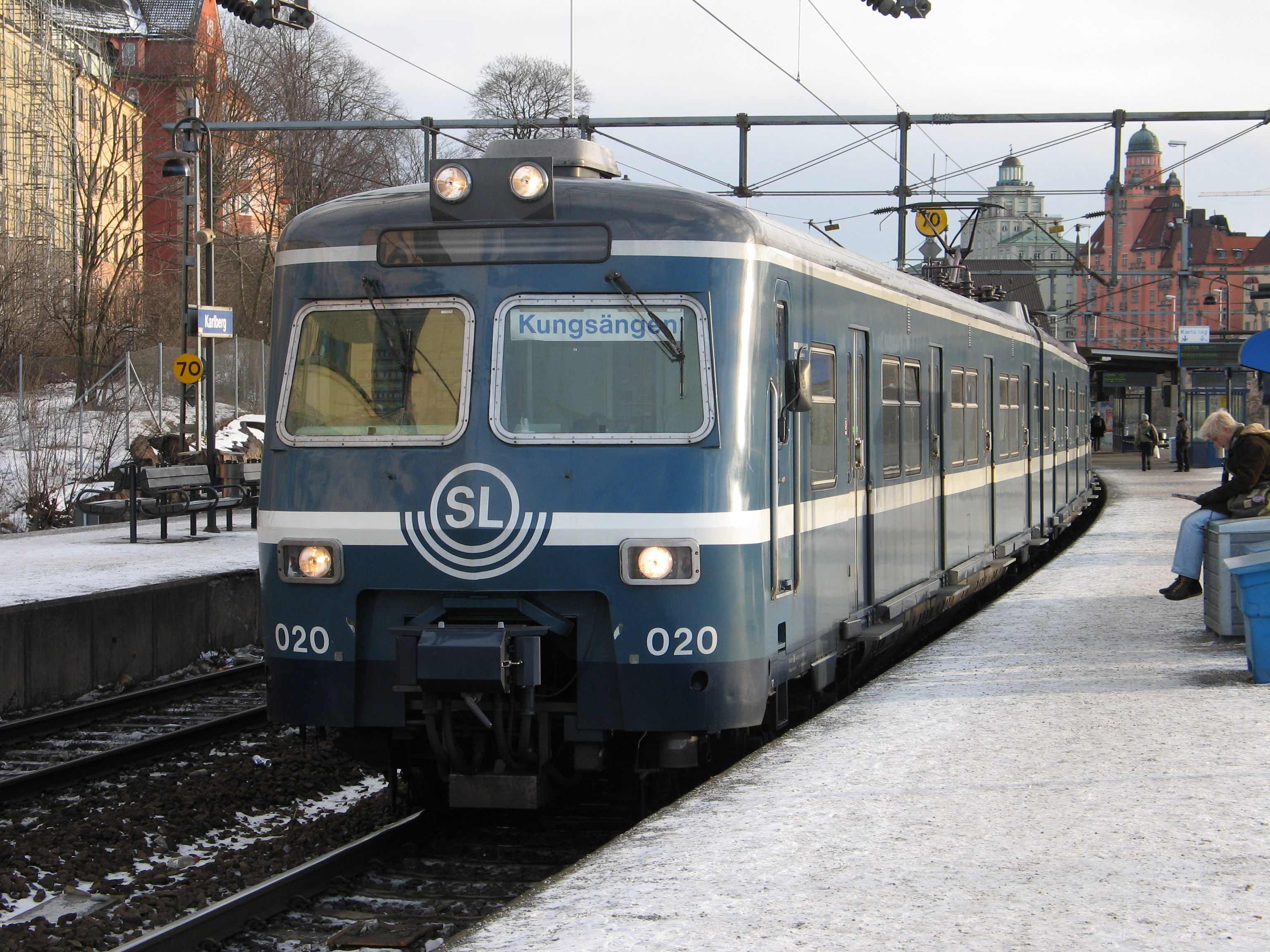
SL X420 im Bahnhof Karlberg (2005)

Einige 420-Einheiten aus München sind 2002 als X420 an den S-Bahn-Betrieb der schwedischen Hauptstadt Stockholm verliehen worden. Sie liefen dort in blau-weißer Lackierung unter der DB-Tochter „DB Regio Sverige AB“ im Auftrag von AB Storstockholms Lokaltrafik. Bereits im November 2005 wurden die ersten dieser Einheiten zur Verschrottung nach Nykroppa in Mittelschweden abgefahren. Die Einsätze endeten am 14. Dezember 2005, und am 16. Dezember 2005 wurden die letzten drei X420-Einheiten (054, 058 und 044) nach Nykroppa überführt. Damit endete dieser Einsatz, da die ursprünglich bestellten X60-Züge geliefert werden konnten.

### ET 420Plus

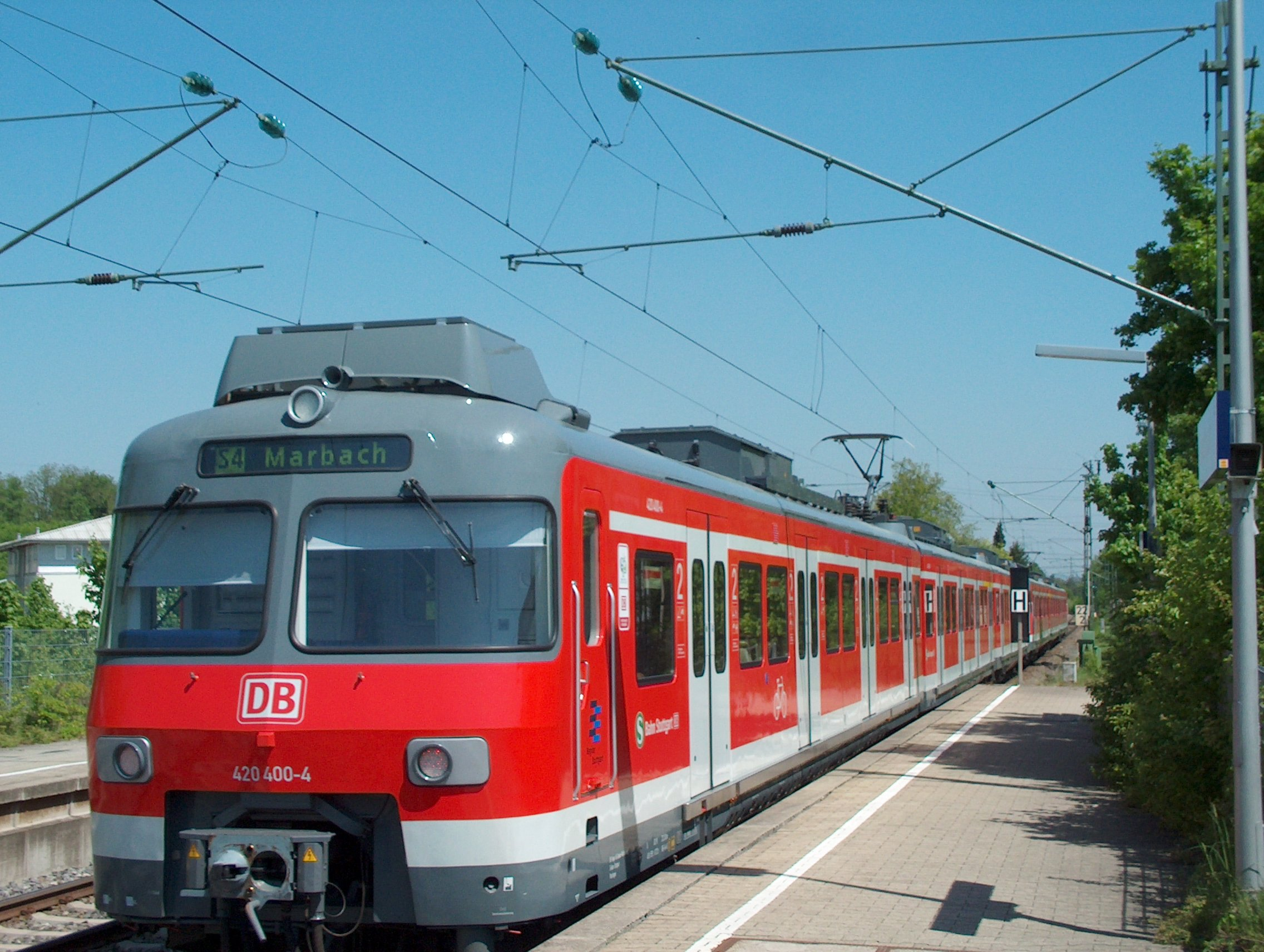
ET 420Plus (420 400) bei der Ausfahrt aus Ludwigsburg-Favoritepark

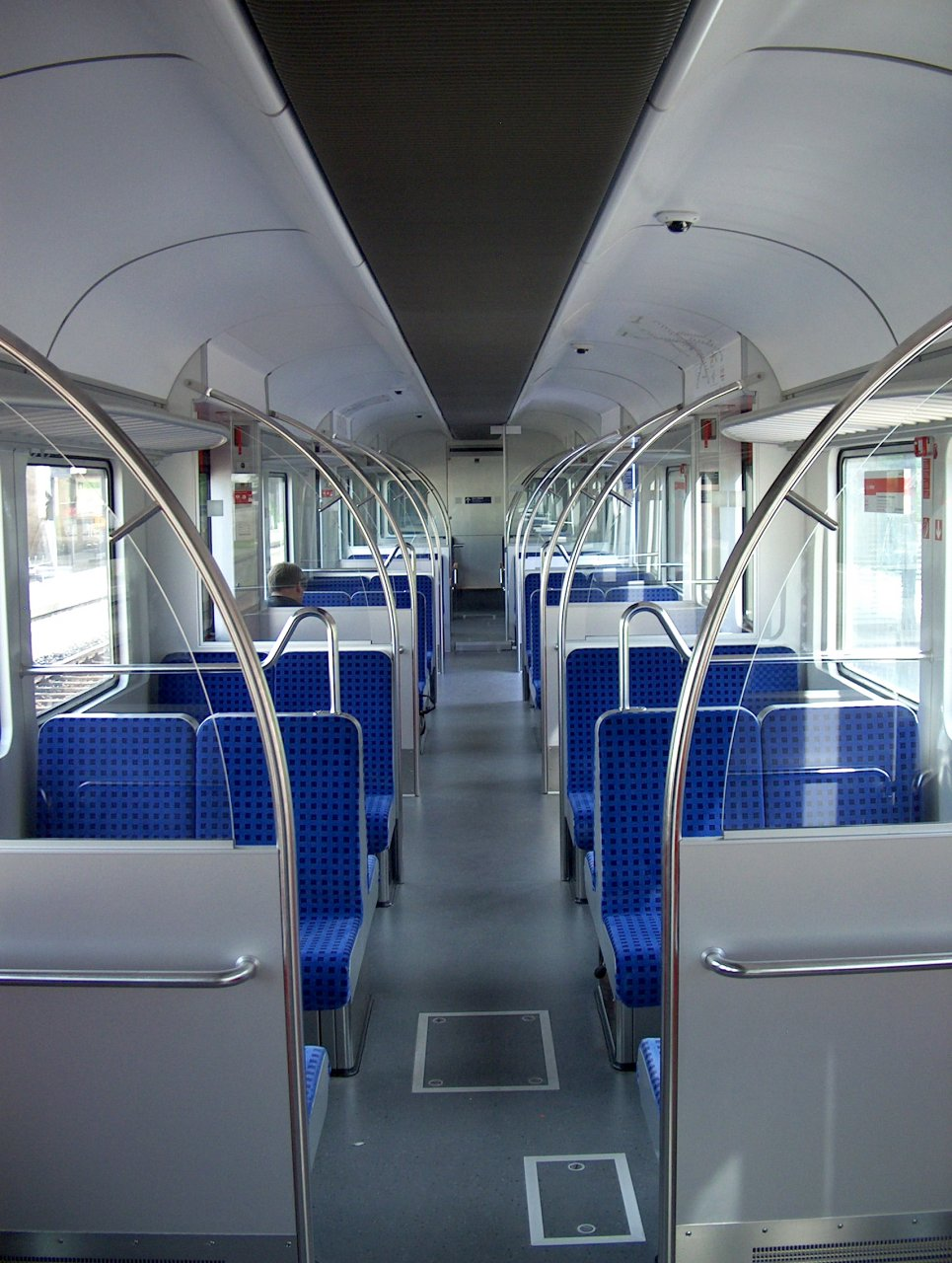
Mittelwagen eines ET 420Plus

Zwei Triebzüge der siebten Bauserie (420 400 und 420 416) erhielten 2006 im Ausbesserungswerk Krefeld-Oppum ein umfangreiches Redesign-Programm unter dem Titel ET 420Plus. Äußerlich unterscheiden sich die Fahrzeuge durch digitale Zugzielanzeiger (LCD) vorne, an den Seiten und innen, Dachaufbauten für die neue Klimaanlage, LED-Scheinwerfer und Rückleuchten sowie automatische Türschließvorrichtungen mit TAV. Aufgrund der Ausstattung mit Klimaanlagen wurden bis auf zwei je Wagen die klappbaren Fenster ausgebaut. An den Stirnwänden zwischen End- und Mittelwagen wurden Fenster eingebaut, sodass die Fahrgäste in den Nachbarwagen sehen können.

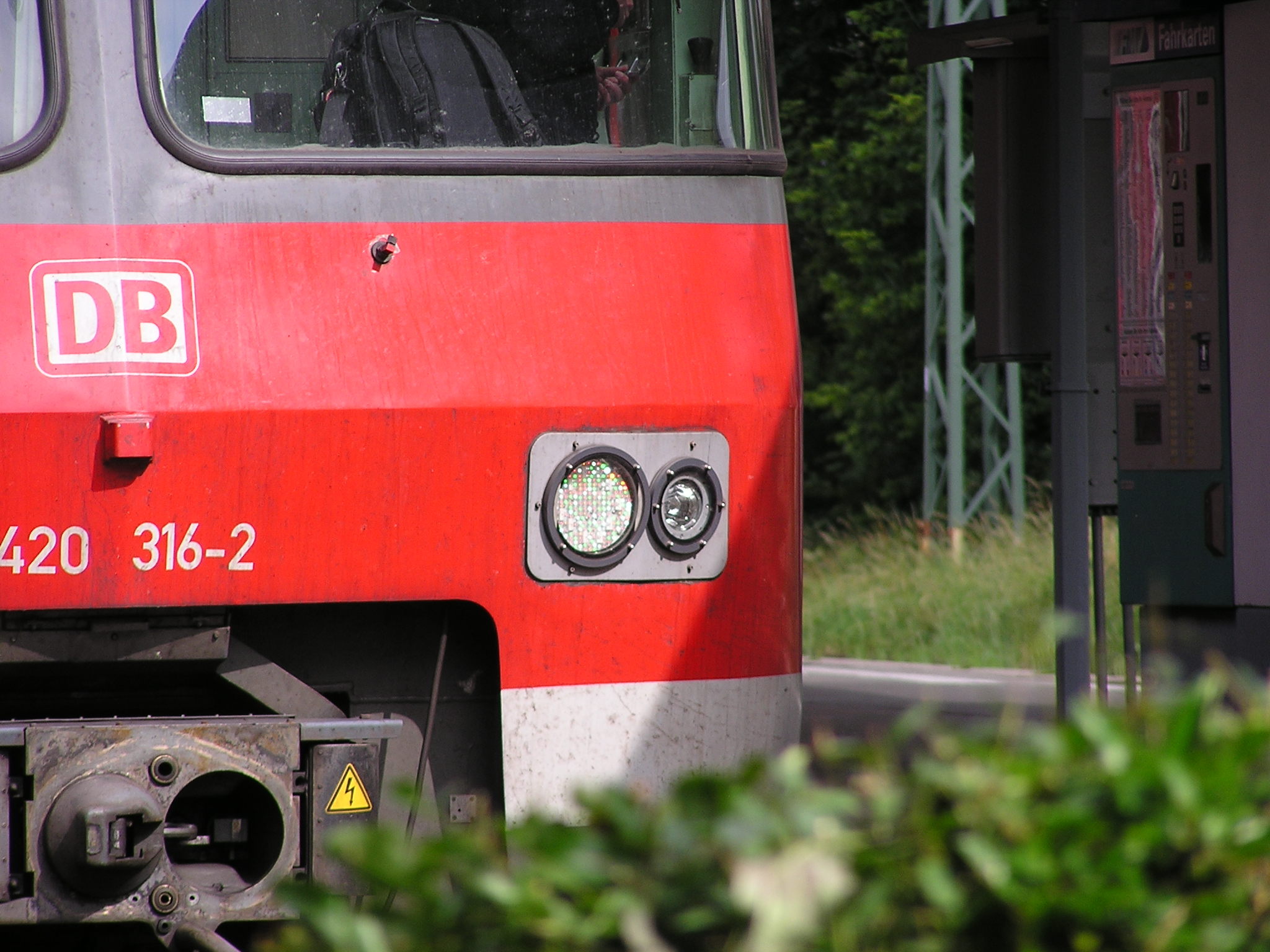
Modernisierte LED-Scheinwerfer

An den Türen finden sich sowohl ein grüner Tastschalter zum Öffnen der Türen als auch ein blauer Kinderwagen-Tastschalter direkt daneben, ähnlich denen, die sich an den Einstiegen der Baureihe 423 wiederfinden.
Größere Änderungen gab es im Innenraum: Die bisherigen grünen Sitzpolster wurden durch die von der Baureihe 423 bekannten blauen ersetzt, wobei dies seit 2007 bei jeder Stuttgarter Einheit der Fall ist. Der gesamte Innenraum ist in hellgrau gehalten, der Boden dunkelgrau abgesetzt. Die Trennscheiben an den Kurzkuppelenden haben runde Oberkanten und sind mit Edelstahl-Stangen eingefasst. Die Innenbeleuchtung ist mit anthrazitfarbenen Gittern abgedeckt. Die Feuerlöscher sind nicht mehr in den Gepäcknetzen untergebracht, sondern in Aussparungen unterhalb der Sitze.
Die Innenraumaufteilung wurde so geändert, dass sich an den Köpfen der Endwagen zweimal vier Sitzplätze befinden, während der Raum zum Abstellen von Fahrrädern und Kinderwagen jetzt den Bereich auf einer Seite zwischen der ersten und zweiten Tür einnimmt (vom Fahrstand aus betrachtet links). Zudem ist der Fußraum beleuchtet, die Türen sind mit Sprechstellen zum Triebfahrzeugführer ausgestattet und die Fahrzeuge verfügen über Videoüberwachung.
Darüber hinaus wurden die Halteansagen modernisiert, es werden die von Station zu Station unterschiedlichen Ausstiegsrichtungen genannt. Zusätzlich werden die Ausstiegsrichtungen auf den im Wageninneren befindlichen LCD-Bildschirmen angezeigt, abwechselnd zu Uhrzeit und dem genauen Namen der nächsten Station.
Seit dem 10. April 2006 befanden sich die beiden Fahrzeuge auf den Linien S 2, S 6 und S 60 des Stuttgarter S-Bahn-Netzes im Probebetrieb mit Fahrgästen.
Im Juli 2009 entfiel durch die Abgabe von vier zuvor temporär z-gestellten Einheiten der siebten Bauserie (420 425, 420 428, 420 429 und 420 430) an Frankfurt die für den weiteren Umbau benötigte Fahrzeugreserve: Das Projekt 420Plus wurde wegen zu häufiger Ausfälle beendet. Eines der beiden Fahrzeuge verkehrte meist im Planbetrieb auf der S 60, während das andere im Betriebswerk stand.
Nach dem Einsatzende am 17. Januar 2014 wurde 420 400 am 19. Januar 2014 aus eigener Kraft von Plochingen in die SVG Eisenbahn-Erlebniswelt Horb am Neckar überführt. Der 420 416 kam ins DB Museum Nürnberg. Am 22. April 2016 wurde 420 416 vom DB Museum Nürnberg nach Darmstadt Hauptbahnhof überführt.

## Erhaltene Museumsfahrzeuge
- 420 001 – Erster Triebwagen der Baureihe 420, Prototyp, heute Museumsfahrzeug der S-Bahn München, in reinoranger Ursprungsfarbgebung, erhielt 2012 eine neue Hauptuntersuchung und wurde am 2. Juni 2012 beim Fest „40 Jahre S-Bahn München“ im Münchner Hauptbahnhof der Öffentlichkeit präsentiert. Mit dem Triebzug wurden Sonderfahrten durchgeführt. Er wurde Ende 2016 ins DB-Museum Nürnberg überführt.[3] Dort befindet er sich im Freigelände und ist fast vollständig mit Graffiti besprüht.
- 420 002 – Prototyp, Endwagen erhalten im Deutschen Museum Verkehrszentrum, Leihgabe DB Regio AG, in grünblau-kieselgrauer Farbgebung
- 420 298/420 798 – seit dem 20. Mai 2015 bei den Oberhessischen Eisenbahnfreunden in Gießen, inzwischen nicht mehr einsatzfähig. Im Oktober 2023 wurde das Fahrzeug von DB Gebrauchtzug in schlechtem Zustand zum Verkauf angeboten. Inzwischen wurde das Angebot von der Plattform entfernt.
- 420 300 – Eröffnungszug der S-Bahn Stuttgart, erhalten in der SVG Eisenbahn-Erlebniswelt Horb am Neckar, Leihgabe der DB Regio AG, in verkehrsroter Farbgebung
- 420 416 – Prototyp 420 Plus, vom Mai 2014 bis April 2016 im Freigelände des DB Museum Nürnberg ausgestellt, ab dem 22. April 2016 als Leihgabe an die Technische Universität Darmstadt, abgestellt auf den Gleisen beim ehemaligen BW Darmstadt. Seit dem 26. März 2024 an das DB Museum Koblenz zurückgegeben und im Freigelände abgestellt.
- 420 484 – 8. Bauserie, Erhaltung des Triebzugs als Ziel des Vereins Historische S-Bahn NRW e. V.[21]

## Rezeption
Am 14. August 1975 wurde von der Deutschen Bundespost eine Zehn-Pfennig-Briefmarke herausgegebenen, welche als Motiv ein Fahrzeug der Baureihe 420 zeigt, beschriftet als „NAHVERKEHRS-TRIEBWAGEN“.